# Chemillé-en-Anjou
Chemillé-en-Anjou község Franciaország Loire mente régiójában, Maine-et-Loire megyében. Új községként 2015. december 15-én jött létre Chanzeaux, La Chapelle-Rousselin, Chemillé-Melay, Cossé-d’Anjou, La Jumellière, Neuvy-en-Mauges, Sainte-Christine, Saint-Georges-des-Gardes, Saint-Lézin, La Salle-de-Vihiers, La Tourlandry és Valanjou községek egyesítésével. A korábbi községek egyesülésekor az új község lélekszáma 21 785 fő lett.
Chemillé-Melay már korábban, 2013. januárban jött létre két korábbi község, Chemillé és Melay összevonásával. Lakosainak száma 21 550 fő (2022. január 1.).

## Népesség
| Lakosok száma | 21 392 | 20 985 | 20 828 | 21 187 | 21 386 | 21 550 |
|               | 2017   | 2018   | 2019   | 2020   | 2021   | 2022   |